# Mathieu Labadie
Pour les articles homonymes, voir Labadie.
Mathieu Labadie est un ancien joueur français de volley-ball né le 1er juillet 1975 à Castelnaudary, Aude. Il mesure 1,88 m et jouait libéro.
Il a commencé à jouer au volley-ball au club de Castelnaudary, à l'âge de 6 ans sous la direction de son père Bernard, ancien joueur du Racing Club de France.

## Clubs
| Club               | Pays   | De        | À         |
| ------------------ | ------ | --------- | --------- |
| Narbonne Volley    | France | 1989-1990 | 1999-2000 |
| Arago de Sète      | France | 2000-2001 | 2007-2008 |
| Narbonne Volley    | France | 2007-2008 | 2008-2009 |
| Agde Marseillan VB | France | 2009-2010 | …         |

## Palmarès
- Championnat de France
  - Finaliste : 2005
- Coupe de France
  - Finaliste : 2004